# 佐里亞 (波洛希區)
47°31′36″N 36°57′6″E / 47.52667°N 36.95167°E
佐里亞（烏克蘭語：Зоря）是位於烏克蘭東南部的村莊，由扎波羅熱州波洛希區的羅濟夫卡市鎮負責管轄。該村始建於1828年，面積1平方公里，海拔高度193米，2001年人口382，人口密度每平方公里380人。